# Hrdina Československé socialistické republiky
Hrdina Československé republiky (od 1960, resp. 1962 hrdina Československé socialistické republiky) byl čestný titul, který uděloval na návrh vlády prezident republiky jako ocenění výjimečných zásluh o republiku spojených s vykonáním hrdinského činu nebo opětovných hrdinských činů. Současně měl být vyznamenanému podle sovětského vzoru (k titulu Hrdina Sovětského svazu byl udělován i Leninův řád) propůjčen Řád Klementa Gottwalda za budování socialistické vlasti. Jak však vyplývá z matrik a dalších dokumentů uložených v Archivu Kanceláře prezidenta republiky, v praxi se takto nepostupovalo.
Hrdina ČSR nosil zlatou hvězdu hrdiny ČSR, která měla tvar plastické pěticípé hvězdy ražené ze zlata. Povrch hvězdy byl leštěný. Ve středu hvězdy byla zasazena menší rudě smaltovaná pěticípá hvězda. Na rubu hvězdy byla písmena ČSR, nad nimi srp a kladivo, pod nimi matriční číslo. Hvězda se nosila na rudé stuze. Se stuhou byla spojena zlatým závěsem. Závěs tvořily vodorovně položený palcát, připevněný na stuze a dvě vavřínové snítky zkřížené pod palcátem a spojené závěsným kroužkem s hvězdou. Stuha byla zasazena horním okrajem do zlaté svorky.
Pramenem úpravy bylo vládní nařízení ze dne 8. února 1955 č. 6/1955 Sb., kterým se upravuje udělování čestného titulu „Hrdina Československé republiky“ a zakládají Řád rudé zástavy, Řád rudé hvězdy, medaile Za zásluhy o obranu vlasti a medaile Za službu vlasti. Vládní nařízení i po změně názvu státu v roce 1960 užívalo pro tento čestný titul označení Hrdina ČSR, ačkoliv jiné právní předpisy již hovořily o titulu Hrdiny Československé socialistické republiky.
Čestný titul byl zrušen s účinností od 15. října 1990.